# あやきいく
あやき いく（1991年5月25日 - ）は、埼玉県出身の女性モデル、レースクイーン。スリーライズ所属。血液型はA型。

## 来歴
OLの仕事をしていた2015年、2歳上の兄とSUPER GTを観戦した際、有馬綾香に憧れてレースクイーンを志すようになり、有馬が所属するスリーライズと契約を結ぶ。
2016年3月、スーパー耐久「フロンティアキューティーズ」、SUPER GT「GAINER sucre」0号車担当を兼任しレースクイーンデビュー。同年には在京スポーツ新聞6紙共同ユニット「スクープ!?」4期生としてサンケイスポーツを担当した。
2017年と2018年の2年連続で、SUPER GT500クラス「EPSON NAKAJIMA RACING」のレースクイーンを務め、2019年からは「SUBARU BRZ GALS “BREEZE”」としてSUPER GTのレースクイーンを3年連続で務めていたが、2021年11月23日の自身のツイッターでレースクイーン卒業を表明した。

## 人物
- 趣味はモータースポーツ観戦[3]、カラオケ[7]。特技はカート。
- 好きな色は銀色[7]。

## 活動履歴

### テレビ
- 2016年10月23日『SUPER GT+（スーパーGTプラス）』（テレビ東京） - エンディングの「今週のレースクイーン」コーナーに登場
- 2017年1月2日『志村&鶴瓶のあぶない交遊録2017』（テレビ朝日）
- 2019年7月17日『プレリュード～明日へのステージ』（テレビ信州）[動画 2]

### 雑誌
- 2016年5月『GALS PARADISE 2016 スーパーGTレースクイーン オフィシャルガイドブック』
- 2017年3月『Goo Parts 3月号』

### 新聞
- 2016年5月20日『あやきいく男梅横丁でサンスポデビュー』（サンケイスポーツ）[10]
- 2016年5月28日『あやきいく日本ダービー楽しみ「関心の高さ実感」』（サンケイスポーツ）[11]
- 2016年6月27日 スクープ!?『東北六魂祭』に感激「エネルギーを感じました」（サンケイスポーツ）[12]
- 2016年8月16日 スクープ!?『あやきいく 五輪を体感』（サンケイスポーツ）
- 2017年4月3日 スクープ!?『あやきいく 車いすバスケ初体験』「難しさ、すごさ実感」（サンケイスポーツ）[13]

### イベント
- AnimeJapan2016「バンダイナムコエンターテインメントブースモデル」[14]
- J-CREWプロジェクト アイドル航海士「海月七海」オーディション 3位入賞（2016年7月）[動画 3]
- 東京ゲームショウ2016・2017「Xperiaブースコンパニオン」[15][16]
- 東京オートサロン2017「メルセデスベンツブースコンパニオン」
- 東京モーターショー2017「パイオニアブースコンパニオン」[17]
- 東京オートサロン2018「グッドイヤー」（2018年1月12日 - 14日、幕張メッセ）[注 1]
- 東京ゲームショウ2019「サイバーパンク2077ブースコンパニオン」[18]
- 東京モーターショー2019「SUBARUブース」（BRZ GALSとして出演）[動画 4]

### レースクイーン
| 年              | カテゴリー              | チーム名                                | 他メンバー                     |
| --------------- | ----------------------- | --------------------------------------- | ------------------------------ |
| 2016年          | SUPER GT 300クラス      | GAINER sucre（0号車担当）               | 波月美咲、桐島唯               |
| 2016年          | スーパー耐久 ST-Xクラス | KsFrontier フロンティア・キューティーズ | 生田ちむ、立花はる、山本愛実   |
| 2017年 - 2018年 | SUPER GT 500クラス      | EPSON NAKAJIMA RACING レースクイーン    | 秋月清華                       |
| 2019年          | スーパーフォーミュラ    | B-MAX Racing Lady                       | 安藤まい、月中秋実             |
| 2019年          | SUPER GT 300クラス      | SUBARU BRZ GT GALS “BREEZE”             | 江藤菜摘、津田知美、平野杏梨   |
| 2020年          | SUPER GT 300クラス      | SUBARU BRZ GT GALS “BREEZE”             | 津田知美、平野杏梨、川原みなみ |
| 2021年          | SUPER GT 300クラス      | SUBARU BRZ GT GALS “BREEZE”             | 津田知美、平野杏梨、須藤セリナ |

### イメージガール
- 2016年 スポーツ新聞6紙 合同キャンペーンユニット「スクープ!?」5期生 サンケイスポーツ担当
- 2018年 修斗ラウンドガール[20]